# 施鳳儀
施鳳儀（？—1645年），字孟翔，號誠菴，直隸蘇州府嘉定縣人，明朝、南明政治人物。

## 生平
施鳳儀是在崇禎三年（1630年）應天鄉試舉人，崇禎十年（1637年）成進士，兵部觀政，擔任湖廣武昌府推官，以廉潔能幹著名；任滿後他到北京候考，但未得崇禎帝引見，李自成已攻陷北京。施鳳儀暫降大順，不久南歸南京。弘光朝廷授戶部主事，讓他在揚州監稅。史可法推薦施鳳儀，擢官職方郎中兼兵科給事中，贊畫軍務，分守揚州北門，揚州城破時他坐城而死。

## 家族
曾祖施勲；祖父施宿；父施三益。

## 引用
1. 1 2  錢海岳《南明史·卷三十四·列傳第十》：（與衛胤文）同時降自成南歸起用者：施鳳儀，字孟翔，嘉定人。崇禎十年進士。以武昌推官候考京師，歸授戶部主事，監稅揚州。晉職方郎中，兼兵科給事中、贊畫。堅坐城上死。
2. ↑  《崇祯十年丁丑科进士三代履历》：施凤仪，曾祖勲；祖宿；父三益。誠菴，易一房，壬子十月十七日生，嘉定人，庚午八名，会二百三十四名，三甲十三名，兵部观政，本年六月授湖广武昌府推官，己卯本省同考，甲申九月升职方主事，监军。
3. ↑  光緒《嘉定縣志·卷十四·選舉志上》：（崇禎）三年庚午（舉人） 施鳳儀 居羅店
4. ↑  光緒《嘉定縣志·卷十七·人物志二》：施鳳儀，字孟翔，崇禎丁丑進士。武昌府推官，以廉能著，任滿入都，未及引見燕京陷。鳳儀南歸，閣部史可法薦擢職方郎中，贊畫軍務，分守揚州北門，城破死之。